# Älgtjärnen (Ludvika socken, Dalarna, 668027-146280)
Älgtjärnen är en sjö i Ludvika kommun i Dalarna och ingår i Norrströms huvudavrinningsområde.